# 忍術

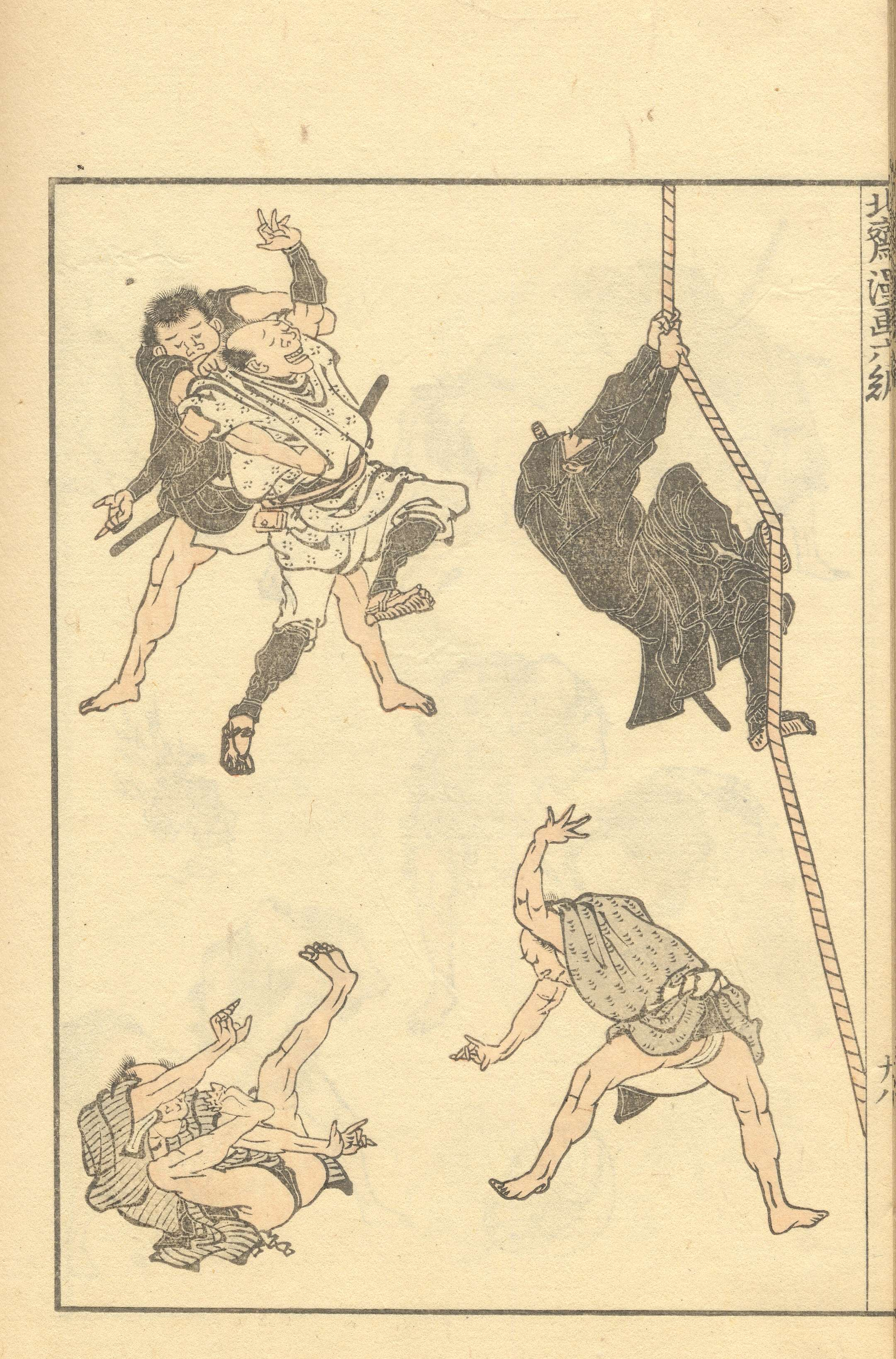
『北斎漫画』。1814 - 1878年

忍術（にんじゅつ）とは、日本の室町時代ごろから戦国時代の諜報活動や窃盗に関する技術や、窃盗・諜報活動への対応法の総称である。諜報活動の際に必要となる技術や各種の武術なども含まれる場合がある。

## 概要
『萬川集海』、『正忍記』などの忍術書においては、情報収集のため相手方へ忍び込むための技術などが記述されている。室町幕府と戦った甲賀流や、徳川家康の家来服部半蔵の伊賀流が有名である。
上記のように、忍術は戦闘技術も含んでおり、忍具、忍器と呼ばれる独自の用具（武器）を使用する武器術もある。ただし、記録に残る限り忍術に専門的な武器術や体術が含まれていたとすることには疑問点が多く、実際のところ、特に江戸時代以降は心得や簡単な武器使用法のみで、本格的な武術は武術流派から学んでいた可能性が高い。
また、単に忍び込むだけではなく、生きて使命の完了を報告するまでの術が忍術であり、武術のみならず宗教学・兵法・心理学・生物学・医学・薬学・物理学・天文学・気象学など多様な領域を含んだ総合的な生存術であると位置づける研究者もいる。
武術流派には、忍術に類する技術・知識が多くの流派で外の物（戸の入り方、闇夜での行動方法、旅先での護身法から薬、火薬の使用法まで内容はさまざま）などと言われて伝承されていた。場合によっては忍術そのものを含む場合もある。現存の流派では、香取神道流や東北伝柳生心眼流（伊達黒臑巾組流）・鞍馬楊心流に忍術が含まれている。ただし香取神道流では主に盗人・諜報への対応策を、柳生心眼流（南方派）では戦時の情報収集を、鞍馬楊心流（塩田家伝）では呪いの類を忍術と呼んでいるようである。
授業内容は不明であるが、陸軍中野学校1期生の卒業報告書の発見により同校で剣術・柔術などと並び忍術が単位にあったと分かった。しかし、ここで述べられているような類の忍術であるかは不明である。
忍術の現代での一般的な意味では、忍者が扱う特殊な技術のことである。
忍法とは同義語となるが、忍法はフィクションの世界においては、妖術、仙術や気功にも似た人間技とは思えない数多くの術を意味する場合もある。しかし、忍術はあまりこの意味を含まない。

## 忍術に使用されるおもな技術
ここでは忍術に使用されるさまざまな技術を紹介する。

### 武術
敵と対峙した際に使用する、おおむね武士や侍が使っていた柔術や剣術と変わりないと考えてよいが、忍者特有の技術体系や武器術も存在する。忍者は情報収集を主要な任務とするために敵を殺すよりは負傷させ、逃走のための隙を作る際に武術を使用することが多いとされている。そのため打撃や剣撃を入れたあと、普通は追撃をするところを目潰しを巻き逃げるなど、普通の武術にはない技の繋がり方を持つ。
体術または柔術
相手の各種攻撃を避けるための入り身や転身、受身といった素早い体裁きの他に柔術や拳法などを含めた総合的な肉弾戦に用いる格闘術を用いる。この動きを基本として剣術や各種武器術を研鑽する。ジャンプをする、飛びつくなど、上下の動きや意表を突く技が多い。
剣術
主に忍者刀を使用した剣術を使う。または隠しやすい小刀、脇差などの小さい日本刀も良く扱われる。通常の日本刀も転用する場合もある。状況によっては棒、長巻、長刀、眉尖刀などの長物も扱う。
手裏剣術
手裏剣や苦無を投げ遠隔より、敵を負傷させる。手裏剣や苦無単体だけでは致命傷とならないが、手裏剣や苦無に毒を塗ることで殺傷力を上げる使い方もできる。中にまきびしを投げつける場合もある。逃走用に手裏剣や苦無が使用されるのが定説である。しかし、手裏剣や苦無は投げた後は極力回収するという説が存在する。それは手裏剣や苦無の形により、どこの集団であるかといった情報が露見することに繋がるため、なるべく敵に存在を知られたくない忍者は回収するという説である。よって時代劇のように無意味に投げっぱなしはしないと思われる。また、手裏剣や苦無を手に持ったまま、鋭利な武器として直接使用し敵に攻撃をすることもする。実際のところ、忍者の武器として手裏剣が有名になったのは明治末から昭和初めにかけてのことで、それ以前は手裏剣と言うと一般的にも棒手裏剣を指し、特に忍者の武器というイメージは無かった。徳川慶喜など手裏剣の稽古をおこなっており、武士階級の武術である。有名な『万川集海』にも手裏剣の記述はない。
弓術
弓道や弓術とは違い半弓という小さい弓を使った弓術である。通常の弓を使う場合もある。
鎌術
鎌は日本の農具で一般的に入手が容易である刃物であり、農民として行動する際に携帯していても不自然ではない刃物である。その鎌を使用して行う武術である。鎌術から派生して二丁鎌術や鎖鎌術が存在する。
鉈術
農民やマタギが使っていた鉈を使用しての武術である。農民やマタギとして行動する際に携帯していても不自然ではない刃物である。鉈は叩き斬りをする道具なので少し特殊な動作になる。また応用で斧も使われる。
武器術
刀、手裏剣、苦無以外の武器を使う武術。ここでは忍具や暗器を使った武器を使う武術。例えば鉤爪などである。

### 情報収集術
敵側の情報を収集したり、敵側に偽の情報を流行らす技術。忍者の一番必要とされる技術である。兵法と重なり合う部分も存在する。
変装術
情報収集に役立てるため変装をする。これを忍術伝書では、「七方出で立ち事」または「七化」という変装術が記載されている。諸国に遍在する「虚無僧」「出家」「山伏」「商人」「放下師」「猿楽」「常の形」である。常の形とは町人や農民などその時その場では一般的な人々である。「商人」は行商人。「放下師」「猿楽」は諸国を渡り歩く大道芸人である。　日本には昔は社会階級が存在し、それぞれの社会階級にはそれぞれの仕来たりや常識が存在するために、その常識が無ければ怪しまれる。そのために服装を変装するだけではなく、しきたりや常識を身に付ける技術も含まれる。
心理術
人間の心理を扱い情報を収集しやすくする術。いわゆる心理学や心理戦を扱った技術である。
侵入術
城や建物に密かに侵入する際の技術。
野戦術
簡単に言い換えると野山での戦闘技術やサバイバル技術である。野山で食料調達、水調達、方角調査などの野山で生き残る技術である。

### 薬学
おもに毒や治療薬や火薬を製造したり改良する技術である。多くの忍者は地方で情報収集をする際に薬売りとして回っていたという説があり、自ら薬を作り売り歩くにも必要な技術である。
栄養学
主な携帯食や非常食となる食べ物を作る技術。具体例としては兵糧丸、水渇丸や味噌団子である。

### 遊芸
芸事である。いわゆる茶道や華道などの分野や軽業などがある。情報収集や潜入行動などの諜報活動にも役立つ。
伝統芸能
茶道や連歌、俳句、華道などの伝統芸能である。江戸時代にはお庭番が町人に変装して句会など趣味事の集まりに参加して情報収集を図ったことが旧事諮問禄にお庭番からの聞き取り記録として記載されている
軽業
いわゆる曲芸である。大道芸人として変装するときに用いる。
手品
大道芸人として変装するときに用いる。日本の手品は和妻と呼ばれ、現代のカップアンドボールに相当するものなどがある。

### 兵法
兵法とは戦術や情報戦の技術である。情報収集術と重なり合う部分も存在する。

### 呪術
呪術とはまじないによって克己心を起こす（マインドセット）、錯覚を起こさせるようなトリックやフェイクを用いて目前の敵方を混乱させる、物理的に大威力のある兵器（火薬を用いた罠や兵器など）をこっそりと敵方に判り難いように用い殲滅する、など。また、古来から信じられている迷信的な呪術も意味する。

### その他
その他十三謀術（遁甲）など
天体観測の技術を使い方角や時季を知る（天文）、作戦決行時の天候を知るために気象条件を読む技術を応用し兵法・戦術の条件を立てるための遁甲とした。
大東流合気柔術の創始者武田惣角は、呪術・九字護身法・気合術（気合・合気）を会得した。文献『忍術気合術秘伝』もあるが、読心術、気合の法、合気法の実技鍛錬法を初めて残した。修験道の忍者・忍術と同じ不動金縛り術、隠行術、壁抜けの術・足止め術、身の軽重法などが伝えられている。武田に教えられる人物は、成田山新勝寺で真言密教、修験道を修行した呪術と民間療法の大家、農民の易者中川万之丞が判明した。

### 忍者八門
忍者八門とは初見良昭が教授する武神館の戸隠流のみが主張する、忍者になるための基本となる8種類の必修科目のこと。忍者十八形というものもある。

## おもな実在する忍術の流派
わかっているだけで日本全土に忍術は四十九流派が存在したと言われている。ただし、以下の流派の出典にもあやまりがあるため、必ずしも忍術の流派ではなく、剣術や柔術に含まれる外の物なども含まれている。現存する流派で有名なものに、元戸隠流の武神館がある。
東北地方
- 青森県「中川流」
- 山形県「羽黒流」
- 宮城県「柳生心眼流南方派」「柳心流」

関東地方
- 栃木県「福智流」「松本流」
- 群馬県「荒木新流」「馬庭念流」
- 埼玉県「坂東流」
- 東京都「九鬼神流」
- 千葉県「香取神道流」、「一心流」
- 神奈川県「北条流」

中部地方
- 新潟県「上杉流」「加治流」「荒木新流」
- 石川県「無拍子流」
- 福井県「義経流」
- 長野県「芥川流」「黒川流」「「青木流」「戸隠流(現宗家筒井巧)」「伊藤流」
- 山梨県「甲陽流」「武田流」「松田流」「忍甲流」「忍光流」
- 愛知県「秋葉流」「一全流」「竹村流」「温故知新流」

近畿地方
- 京都府「義経流」
- 三重県「理極流」「辻一務流」「服部流」「滝流」「義盛流」「内川流」「滝野流」「沢流」「伊賀流」
- 滋賀県「甲賀流」
- 奈良県「飛鳥流」「秀郷流」「九州流」「蒲生流」「楠流」
- 和歌山県「名取流」「新楠流」「雑賀流」「根来流」「紀州流」
- 兵庫県「園名流」「青木鉄人流」

中国・四国地方
- 岡山県「備前流」「上泉流」「今枝流」
- 広島県「福島流」「引光流」
- 高知県「三雲流」「伊賀流」
- 鳥取県「武蔵円明流」

九州地方
- 福岡県「黒田流」「伊賀流」
- 佐賀県「葉隠流」「肥前タイ捨流」
- 長崎県「南蛮流」
- 熊本県「大江流」「八幡流」「タイ捨流」
- 鹿児島県　上述した「鞍馬揚心流」に忍術が含まれている。

ほかに
- 玉心流
- 雲隠流
- 玉虎流
- 不二心流

もある。

## 現存する日本のおもな忍術道場の団体
天真正伝香取神道流
- 唯心館

柳生心眼流 東北伝南方派
- 柳心館（新田）
- 柳生心眼流研究道場（南方）

戸隠流
- 武神館
- 自然館

甲賀流
- 伴家忍之傳研修所

伊賀流
- 伴家忍之傳研修所

## 日本国外への普及
総合格闘技の大会「UFC 3」で「戸隠流忍術」の使い手として出場したスティーブ・ジェナム  がトーナメントを制した。
2012年2月、ロイター通信はイランで忍術を学ぶ女性が数千人いることを報道した。この際、彼女たちを暗殺者として扱ったため、ロイター通信は、イラン国内で訴えられている。